# Ligne de Caltanissetta à Agrigente
La ligne Caltanissetta Xirbi-Agrigente est une ligne ferroviaire à voie unique électrifiée de la RFI créant l'interconnexion des lignes ferroviaires Palerme-Catane, Licata-Canicattì et Palerme-Agrigente qui traverse les provinces de Caltanissetta et Agrigente. Le gestionnaire d'infrastructure ferroviaire italien classe cette ligne parmi les complémentaires.

## Historique

### Chronologie
| Tronçon                              | Inauguration       |
| ------------------------------------ | ------------------ |
| Aragon - Porto Empedocle             | 1er novembre 1874. |
| Caltanissetta - Canicattì            | 24 septembre 1876  |
| Caltanissetta - Caltanissetta Xirbi  | 8 avril 1878       |
| Canicattì - Aragona                  | 3 novembre 1880    |
| Agrigente Bassa - Agrigento Centrale | 28 octobre 1933    |

## Caractéristiques
Conceptuellement, la ligne peut être divisée en quatre tronçons : Caltanissetta Xirbi - Canicattì ; Canicattì - Aragona-Caldare ; le troisième, également commun à la ligne qui relie Palerme, est Aragona-Porto Empedocle ; le quatrième, très court, est le tronçon reliant les gares d'Agrigente Bassa à Agrigente Centrale. La ligne fait partie de la voie ferrée Catane-Agrigente.